# Granica polsko-szwedzka
     Inflanty szwedzkie
     Część Inflant utracona przez Polskę na rzecz Szwecji po rozejmie w Starym Targu w 1629 roku
     Księstwo Kurlandii i Semigalii (lenno polskie)
     Inflanty Polskie

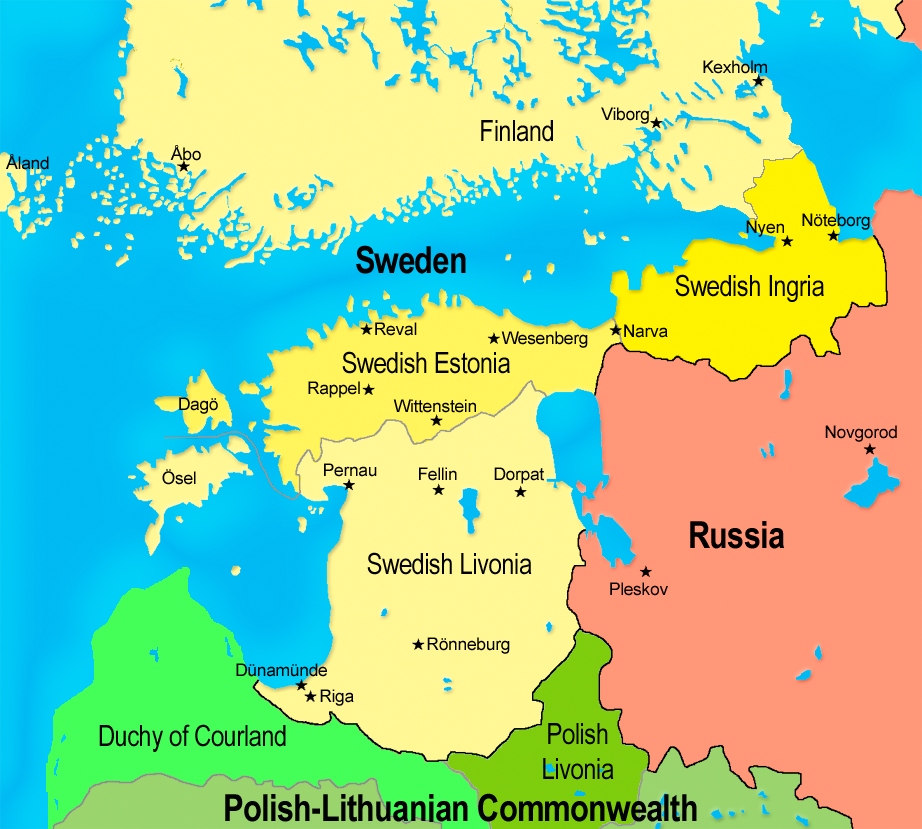
Inflanty szwedzkie
Część Inflant utracona przez Polskę na rzecz Szwecji po rozejmie w Starym Targu w 1629 roku
Księstwo Kurlandii i Semigalii (lenno polskie)
Inflanty Polskie

Granica polsko-szwedzka – granica międzypaństwowa pomiędzy Rzecząpospolitą (Inflanty) a Królestwem Szwecji (Estonia, Inflanty Szwedzkie) istniejąca w latach 1561–1722.
Granica powstała po przejęciu z rąk duńskich Inflant przez Rzeczpospolitą i Estonii przez Szwecję.
Początek granicy znajdował się na wybrzeżu Zatoki Ryskiej, na północ od Parnawy, następnie biegła w kierunku północno-wschodnim, pozostawiała po stronie szwedzkiej Biały Kamień (obecnie Paide) i na wschodzie dochodziła do północnych brzegów jeziora Pejpus (ok. Lohusuu).
Ta granica ma dawniejsze pochodzenie; od XIII wieku rozgraniczała bowiem posiadłości państwa zakonu kawalerów mieczowych od posiadłości duńskich na wybrzeżu Zatoki Fińskiej (Harja, Wironia).
W tym kształcie przetrwała do 1622 roku (rozejm w Mitawie), formalnie istniała do 1660 roku (pokój w Oliwie).
Nową granicę Rzeczypospolitej (Kurlandia, Inflanty Polskie) ze Szwecją (Inflanty Szwedzkie) ustalono rozejmem w Starym Targu (Altmarku) w 1629 roku, a potem uznano ją ponownie rozejmem w Sztumskiej Wsi (Stumsdorf) w 1635 i w 1660 roku (pokój w Oliwie) po zajęciu przez Szwecję większości Inflant.
Nowa granica biegła od południowych wybrzeży Zatoki Ryskiej (na zachód od Rygi) w kierunku południowo-wschodnim, pozostawiając po stronie szwedzkiej Rygę. Następnie rzeką Dźwiną do ujścia rzeki Ewikszta, doliną tej rzeki w kierunku północno-wschodnim, przecinała jezioro Łubań, pozostawiając po stronie polskiej Rzeżycę (Rëzekne) do trójstyku granic Szwecji, Polski i Rosji na północ od Marienhaus (obec. Vilaka).
Granica ta przetrwała do 1722 roku i przejęcia przez Rosję Inflant na mocy pokoju w Nystad.
W Imperium Rosyjskim rozgraniczała gubernie inflancką (ryską) od kurlandzkiej i witebskiej (dawne Inflanty Polskie).